# Le Pin, Allier
Le Pin là một xã ở tỉnh Allier thuộc miền trung nước Pháp.